# 植田千尋
植田 千尋（うえだ ちひろ、2月28日 - ）は、日本の女性声優。大阪府出身。クレイジーボックス所属。

## 来歴
10歳の時の夢は漫画家で、漫画家になるためにひたすら絵を描いていた。『ドラゴンクエスト』のスライムが好きだったため、A4のコピー用紙に『スライムの大冒険』のような漫画を描いていたという。
12歳の時は美術部に所属して主に水彩画や風景画を描いていた。皆だんだんと漫画の絵を描くようになり、文化祭では漫画と水彩画を合わせた画集を作ったりしており、最終的に漫画研究会のような感じになったという。
15歳の時に友人に誘われて軽音楽部に所属してベースを担当していたが、当初はギターがしたかった。全国の学生が参加していた大会に出場してグランプリ大会まで進んだ経験を持つ。
18歳で一般企業に就職して働きながら、趣味として自分で描いていたイラストでオリジナルグッズの制作をしていた。社会人時代、周囲にアニメや漫画が好きな人物が多かったことから声優を意識し始める。思い立った瞬間に行動していた感じで働きながらでも通える学校を探していた。1年間声優学校に通い、学校のコースが変わるタイミングで会社を退社して大阪から上京。
日本ナレーション演技研究所卒業。その後クレイジーボックスに所属したが、所属が決まった時は思わず「よっしゃー!」と叫んでいたという。
初仕事は電子コミックのアフレコだった。テレビアニメ『からくりサーカス』の主人公・才賀勝役で声優デビューかつ初主演。

## 人物
方言は大阪弁。資格は英検3級、原付免許を取得。趣味は飲酒、カラオケ。特技はイラスト、顔芸。座右の銘は「できないことはない!」。
前述の『からくりサーカス』のキャストに起用された際には、声優デビューとして同作を「大切な作品」と述べている。また、同作について「大迫力のアクションシーン、数々の名場面がアニメーション化するという事に、私自身も楽しみで仕方がありません!人を愛するという事、生きることの大切さ。とにかくたくさんの『想い』を感じることのできる作品です」とコメントしている。

## 出演
太字はメインキャラクター。

### テレビアニメ
2018年
- からくりサーカス（2018年 - 2019年、才賀勝）

2019年
- 賭ケグルイ××（ギャル生徒、ギャル生徒A）
- ダンベル何キロ持てる?（少年）

2020年
- ポケットモンスター（2020年 - 2022年、ソウタ）
- Z/X Code reunion（青の組織）
- ハクション大魔王2020（小学生）
- いわかける! - Sport Climbing Girls -（藤田真澄）
- 呪術廻戦（パン屋の店員）

2021年
- 死神坊ちゃんと黒メイド（子供B）

2022年
- 東京ミュウミュウ にゅ〜♡（2022年 - 2023年、女性客、アナウンサー、女子生徒） - 2シリーズ
- Extreme Hearts（藤沢ウィングスピッチャー）
- アイドリッシュセブン Third BEAT!（女子大学生B）
- 悪役令嬢なのでラスボスを飼ってみました（生徒）
- 虫かぶり姫（夫人、サイナス商会）

2024年
- SHAMAN KING FLOWERS（ナマハ）
- カードファイト!! ヴァンガード Divinez（子供）
- アオのハコ（2024年 - 2025年、部員）

2025年
- 異修羅（子供）

### ゲーム
2018年
- 黒い砂漠MOBILE（ジェロンボ、シュラウド警備兵、顔のないベディル）
- 白猫プロジェクト（神鳥ベズトリフェニル、レジーナ）

2019年
- アルテイルNEO（プリムローズ、カサンドラ、ヴァンドラ、エレウエ、アレシア 、ロゼル）
- 妖怪ウォッチ ぷにぷに（才賀勝）
- モンスターストライク（2019年 - 2025年、イワナガヒメ、源為朝）
- MT: エピック・オーダーズ（ばくねえ、イーヴァ）
- SEVEN's CODE−セブンスコード−（片桐未蕾〈ミライ〉）
- 黒騎士と白の魔王（アルビダ）

2020年
- 幻獣契約クリプトラクト（ロアル、シリス）
- ビルシャナ戦姫 〜源平飛花夢想〜（重衡〈幼少期〉、子供、京の民）
- ベースボールスーパースターズ（ディオン）

2021年
- アイドルマスター SideM GROWING STARS（天道輝〈幼少期〉）
- シャイニングニキ
- A3!（摂津万里の姉）
- ファイナルファンタジーXIV（マトシャ）
- ウマ娘 プリティーダービー
- 真・戦国演舞KIZUNA （伊達政宗、石川五右衛門、藤掛永勝 他）

### 吹き替え

#### 映画
- アナザー・ワールド 異次元の怪物（ダニア母、セータ）
- マーシャル・ユニバース 伝説の聖石

#### ドラマ
- クリープショー season1
- ザ・ルーキー: FEDS FBI新米捜査官ファイル

### デジタルコミック
- PとJK（2017年、佐賀野薫 他）
- 無敵のベイビーブルー（2023年、吉川律（少年）、他）[13]

### ラジオ
※はインターネット配信。
- からくりサーカスRADIO 仲町サーカス団員募集中！（2018年 - 2019年、音泉※）[14]

### ボイスオーバー
- 幸せ追求バラエティ 金曜日の聞きたい女たち
- 世界一受けたい授業
- 世界の村で発見!こんなところに日本人
- 志村&所の戦うお正月2019

### 舞台
- 8人の女たち（2019年）

### シリーズ一覧
1. ↑  第1期（2022年）、第2期（2023年）